# Saison 2 de The Real O'Neals
Chronologie
Saison 1
Cet article présente le guide des épisodes de la deuxième et dernière saison de la série télévisée américaine The Real O'Neals.

## Généralités
- Aux États-Unis, la saison a été diffusée du 11 octobre 2016 au 14 mars 2017 sur le réseau ABC.
- Au Canada, elle a été diffusée 24 heures en avance sur Citytv, puis en février, les épisodes ont été retenus et diffusés à partir d'avril.
- Le 4 novembre 2016, ABC commande trois épisodes supplémentaires[1], pour un total de seize épisodes.

## Distribution

### Acteurs principaux
- Martha Plimpton : Eileen O'Neal
- Jay R. Ferguson : Pat O'Neal
- Noah Galvin : Kenny O'Neal
- Matt Shively : Jimmy O'Neal
- Bebe Wood : Shannon O'Neal
- Mary Hollis Inboden : Jodi O'Neal, ex-belle-sœur de Pat

### Acteurs récurrents
- Matt Oberg (en) : Vice Principal Murray
- Ramona Young : Allison
- Susan Sullivan : Victoria Murray, mère du vice principal[2] (épisode 5)
- Sean Grandillo (en) : Brett[3] (épisodes 8 à 13)
- Jordin Sparks : elle-même[4] (épisode 13)

## Épisodes

### Épisode 1: Titre français inconnu (The Real Thang)
- Canada : 10 octobre 2016 sur Citytv[5]
- États-Unis : 11 octobre 2016 sur ABC[6]

- États-Unis : 3,76 millions de téléspectateurs[7] (première diffusion)

- Jane Lynch (son propre rôle)
- RuPaul (son propre rôle)
- Lance Bass (son propre rôle)
- Tyler Oakley (son propre rôle)
- Matt Oberg (VP Murray)
- Ramona Young (Allison)
- Lizzie White (Claire)

### Épisode 2: Titre français inconnu (The Real Dates)
- Canada : 17 octobre 2016 sur Citytv
- États-Unis : 18 octobre 2016 sur ABC

- États-Unis : 2,91 millions de téléspectateurs[8] (première diffusion)

Matt Oberg (VP Murray)

### Épisode 3: Titre français inconnu (The Real Halloween)
- Canada : 24 octobre 2016 sur Citytv
- États-Unis : 25 octobre 2016 sur ABC

- États-Unis : 3,22 millions de téléspectateurs[9] (première diffusion)

- Neil Everett (lui-même)
- Ramona Young (Allison)
- Caleb Pierce (Stuart)
- Jessica Snow Wilson (Gloria)
- Martin Lion (J.Lo)
- Stephen Full (Dracula)
- Kennedy Slocum (Ballerina)

### Épisode 4: Titre français inconnu (The Real Move)
- Canada : 31 octobre 2016 sur Citytv
- États-Unis : 1er novembre 2016 sur ABC

- États-Unis : 2,73 millions de téléspectateurs[10] (première diffusion)

Matt Oberg (VP Murray)

### Épisode 5: Titre français inconnu (The Real Tradition)
- Canada : 14 novembre 2016 sur Citytv
- États-Unis : 15 novembre 2016 sur ABC

- États-Unis : 3,56 millions de téléspectateurs[11] (première diffusion)

- Graham Elliot (son propre rôle)
- Alex Guarnaschelli (son propre rôle)
- Antonia Lofaso (son propre rôle)
- Matt Oberg (VP Murray)
- Jessica Snow Wilson (Gloria)
- Susan Sullivan (Victoria Murray)

### Épisode 6: Titre français inconnu (The Real Fit)
- Canada : 28 novembre 2016 sur Citytv
- États-Unis : 29 novembre 2016 sur ABC

- États-Unis : 3,29 millions de téléspectateurs[12](première diffusion)

- Todd Stashwick (Dwayne)
- Eric Nenninger (Josh)
- Joel Michael Kramer ("Body Builder")

### Épisode 7: Titre français inconnu (The Real Match)
- Canada : 5 décembre 2016 sur Citytv
- États-Unis : 6 décembre 2016 sur ABC

- États-Unis : 3,05 millions de téléspectateurs[13](première diffusion)

- Gus Kenworthy (lui-même)
- Robbie Rogers (lui-même)
- Matt Oberg (VP Murray)
- Madison Pettis (Chloe Perrente)

### Épisode 8: Titre français inconnu (The Real Christmas)
- Canada : 12 décembre 2016 sur Citytv
- États-Unis : 13 décembre 2016 sur ABC

- États-Unis : 3,06 millions de téléspectateurs[14](première diffusion)

- Ramona Young (Allison)
- Sean Grandillo (Brett)
- Jessica-Snow Wilson (Gloria)
- Kim Estes (announcer)
- Angela Kinsey (Sheila DeMars)
- Van Epperson (Chronic Bronchitis Bill)

### Épisode 9: Titre français inconnu (The Real Sin)
- Canada : 2 janvier 2017 sur Citytv
- États-Unis : 3 janvier 2017 sur ABC

- États-Unis : 3,29 millions de téléspectateurs[15] (première diffusion)

- Matt Oberg (VP Murray)
- Sean Grandillo (Brett)
- Jessica-Snow Wilson (Gloria)
- Paul Zies (Tattoo artist)
- Sharon Omi (Mrs. Velzey)
- Phylicia Wissa (Jackie)
- Doreen Calderon (Nun)

### Épisode 10: Titre français inconnu (The Real Acceptance)
- Canada : 16 janvier 2017 sur Citytv
- États-Unis : 17 janvier 2017 sur ABC

- États-Unis : 2,81 millions de téléspectateurs[16] (première diffusion)

- Matt Oberg (VP Murray)
- Sean Grandillo (Brett)
- Christopher Avila (Ethan)
- Ray Ford (Steve the colorist)
- Parvesh Cheena (en) (Marty)
- Patrick Cox (Ranger)
- Japheth Gordon (Daniel)
- Georgia Hardstark (mother)
- Corey Craig (Gay Guy #1)
- J.D. Phillips (Gay Guy #2)

### Épisode 11: Titre français inconnu (The Real Third Wheel)
- États-Unis : 7 février 2017 sur ABC
- Canada : 6 avril 2017 sur Citytv

- États-Unis : 2,79 millions de téléspectateurs[17] (première diffusion)

- Matt Oberg (VP Murray)
- Sean Grandillo (Brett)
- Ramona Young (Allison)
- Michael Weaver (Marco)
- Ashleigh Lathrop (Christie)

### Épisode 12: Titre français inconnu (The Real Brother's Keeper)
- États-Unis : 14 février 2017 sur ABC
- Canada : 13 avril 2017 sur Citytv

- États-Unis : 2,87 millions de téléspectateurs[18] (première diffusion)

- Matt Oberg (VP Murray)
- Sean Grandillo (Brett)
- Angela Kinsey (Sheila DeMars)
- Marri Savinar (Kayla)
- Welton Pitchford (Jean Marc)

### Épisode 13: Titre français inconnu (The Real Confirmation)
- États-Unis : 21 février 2017 sur ABC
- Canada : 20 avril 2017 sur Citytv

- États-Unis : 2,93 millions de téléspectateurs[19] (première diffusion)

- Matt Oberg (VP Murray)
- Sean Grandillo (Brett)
- Jordin Sparks (elle-même)
- Azie Tesfai (Heather)
- Jeremy Lawson (Jesus)
- Jill Basey (Miss Short)
- Ryan Smith (Basil)
- Conroe Brooks (Husband)
- Miata Edoga (Wife)
- Demetrius Joyette (Customer)

### Épisode 14: Titre français inconnu (The Real Heartbreak)
- États-Unis : 28 février 2017 sur ABC
- Canada : 27 avril 2017 sur Citytv

- États-Unis : 3,34 millions de téléspectateurs[20] (première diffusion)

- Ramona Young (Allison)
- Ray Ford (Steve the Colorist)
- Christopher Avila (Ethan)
- Kennedy Slocum (Trina)
- Irene Roseen (Elderly Spinster)
- Christina Ferraro (Veronica)
- Bree Condon (Karen)
- Olivia Sandoval (Liz)
- Brady Matthews (Water Guy)
- Christine Bullen (Waitress)
- Rhiannon Fernandez (Barista)
- Harvey Guillén (August)
- Jeremy Culhane (College Kid)
- Leonard Jackson (Manager)

### Épisode 15: Titre français inconnu (The Real Mr. Nice Guy)
- États-Unis : 7 mars 2017 sur ABC
- Canada : 4 mai 2017 sur Citytv

- États-Unis : 2,87 millions de téléspectateurs[21] (première diffusion)

- Matt Oberg (VP Murray)
- Cheyenne Jackson (Mr. Peters)
- Ray Ford (Steve)
- Brian Huskey (Father Phil)
- Rick Fitts (Bishop Callahan)
- Jessica Pohly (Ms. Dunn)

### Épisode 16: Titre français inconnu (The Real Secrets)
- États-Unis : 14 mars 2017 sur ABC
- Canada : 11 mai 2017 sur Citytv

- États-Unis : 2,67 millions de téléspectateurs[22] (première diffusion)

- Matt Oberg (VP Murray)
- Ramona Young (Allison)
- Susan Sullivan (Victoria Murray)
- Jeremy Lawson (Jesus)
- Elizabeth Pan (Mrs. Adler - Wong)
- Keong Sim (Mr. Adler - Wong)
- Andrea Rosen (Savannah Kincade)
- Roxana Ortega (Sherry)